# LR-5
LR-5 var fram till 2009 Storbritanniens flottas bemannade ubåtsräddningsfarkost. Numera ägs den av ett brittiskt företag och den ingår i Australiens ubåtsräddningssystem (som sköts av samma företag).
Den kan operera ihop med svenska marinens ubåtsbärgningsfartyg HMS Belos.

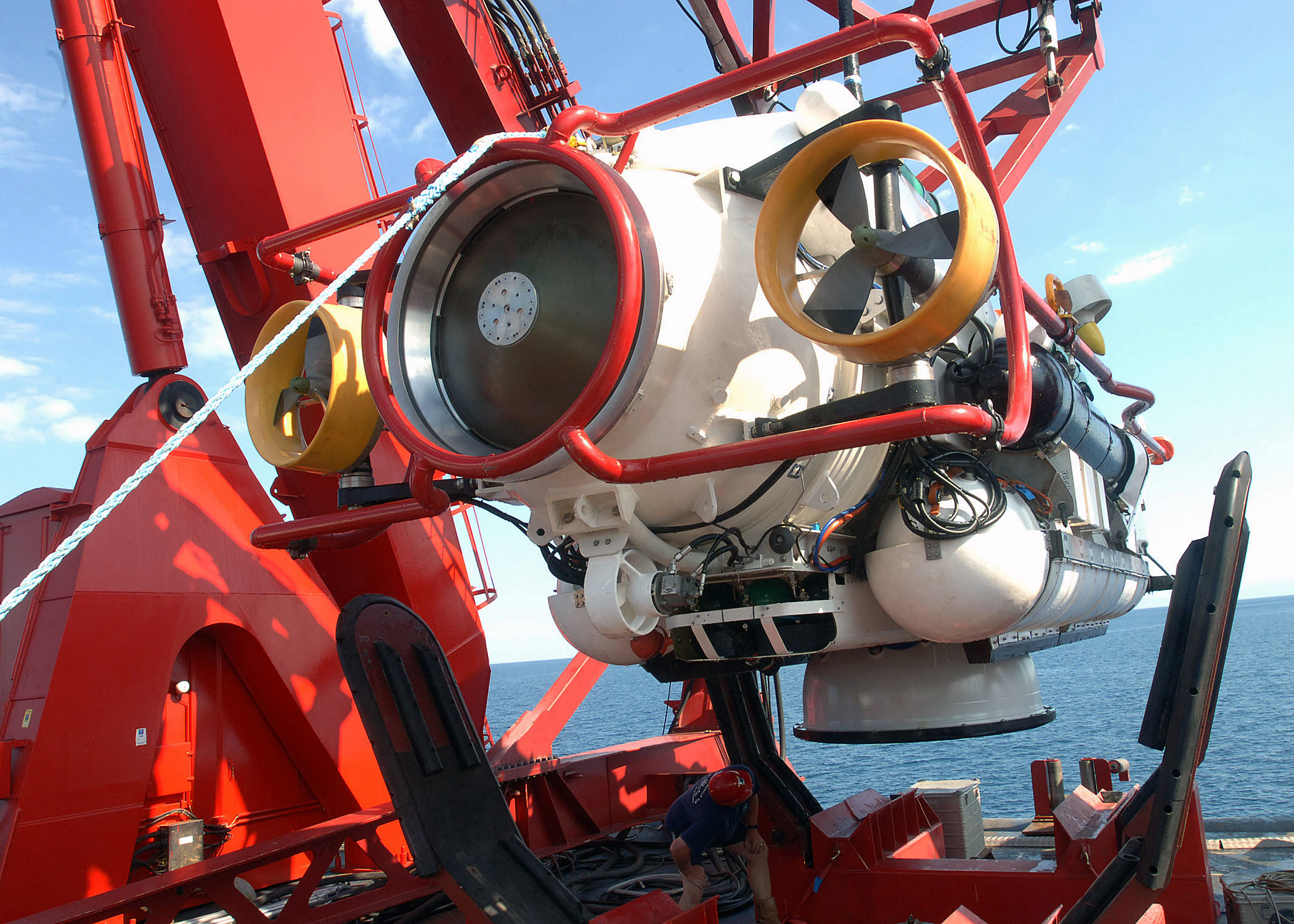
LR5 ombord på Fennica.